# Nikon D3

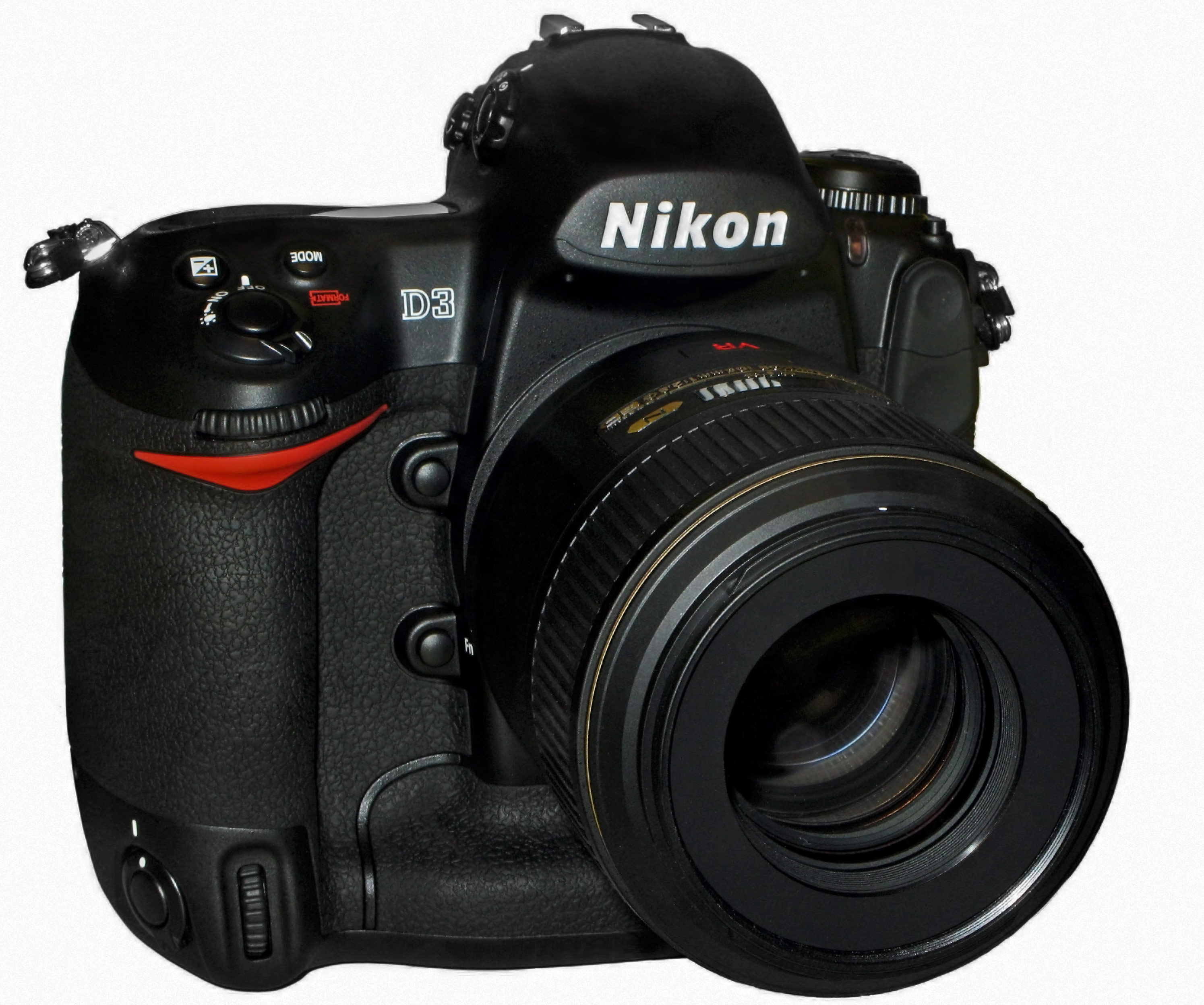

Nikon D3 — професійний цифровий дзеркальний фотоапарат, анонсований компанією Nikon 23 серпня 2007 року як заміна моделі Nikon D2X. D3 належить до камер вищої цінової категорії і призначена для фотожурналістів.

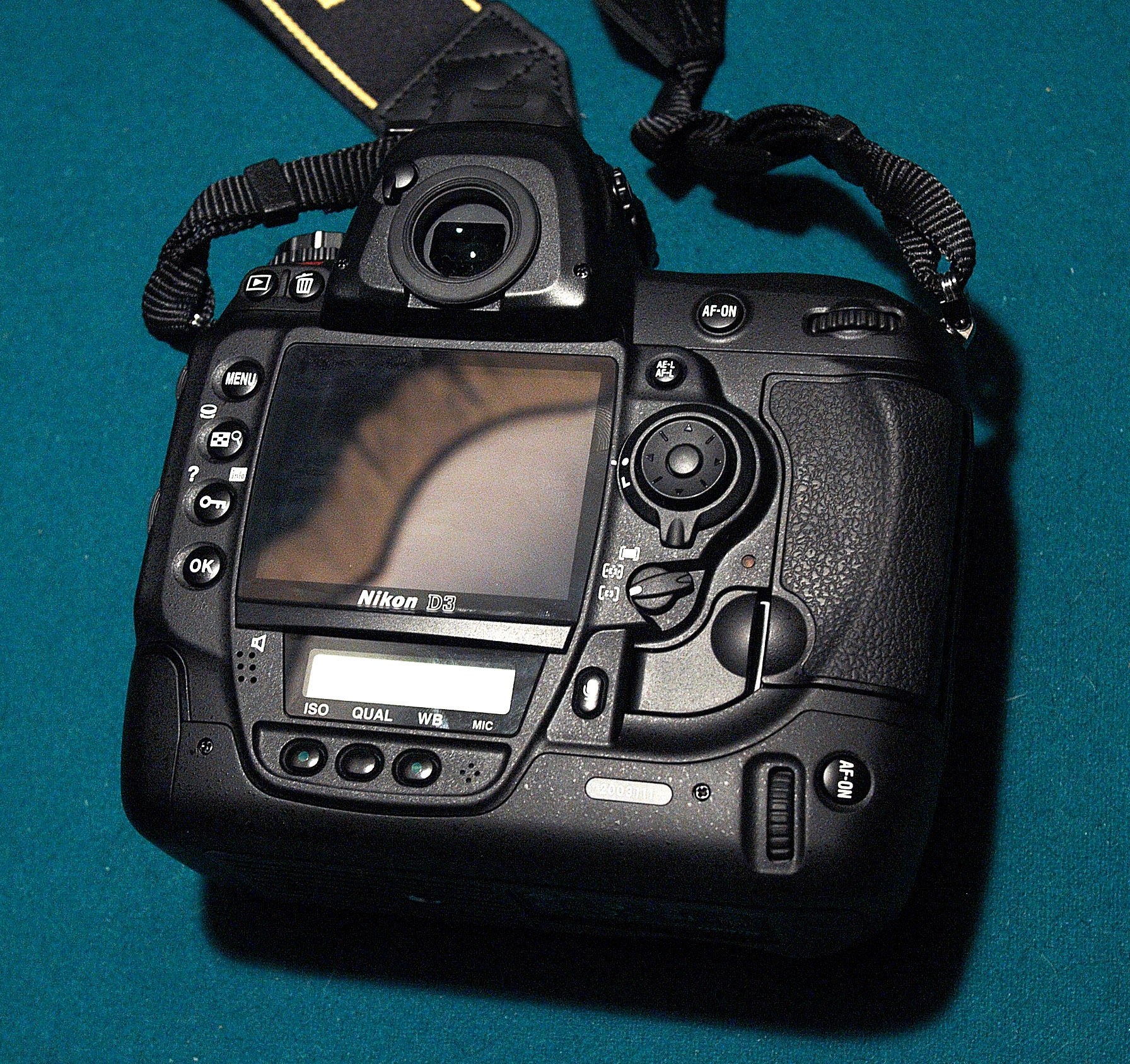

Nikon D3 оснащений матрицею формату Nikon FX з роздільною здатністю 12.1 мегапикселя. Камера є першим повнокадровим цифровим фотоапаратом у лінійці продукції Nikon. Швидкість серійної зйомки камери становить 9 кадрів на секунду у форматі FX і 11 — у форматі DX.
Фотоапарат підтримує зміну чутливості в межах 200-6400. Спеціальний режим дозволяє «розширити» діапазон до 100-25600 ISO. Камера обладнана системою автофокусування по 51 точці. Збереження знімків виконується у форматах JPEG, TIFF і NEF. Для збереження використовується два слоти для карт пам'яті CompactFlash. Для підключення до відеотехніки передбачений HDMI-роз'єм. D3 підтримує можливість перегляду зображення на екрані в режимі реального часу.
Камера обладнана захищеним від вологи та пилу корпусом. Зовнішня кришка, корпус і шахта дзеркала фотокамери виготовлені з магнієвого сплаву.